# Bob-Weltcup 1994/95
Der Bob-Weltcup 1994/95 begann am 10. November 1994 im kanadischen Calgary und endete nach insgesamt fünf Weltcuprennen im schweizerischen St. Moritz.
Der Höhepunkt der Saison waren die Weltmeisterschaften im deutschen Winterberg. Für die Frauen gab es bereits einzelne Wettbewerbe, aber noch keine erkennbare Gesamtwertung.

## Einzelergebnisse der Weltcupsaison 1994/95

### Weltcupkalender
| #  | Datum                            | Land        | Ort        | Wettkampfstätte                         | Anmerkung            |
| -- | -------------------------------- | ----------- | ---------- | --------------------------------------- | -------------------- |
| 1  | 10. November – 21. November 1994 | Kanada      | Calgary    | Calgary’s WinSport Bobsleigh/Luge Track |                      |
| 2  | 28. November – 3. Dezember 1994  | Deutschland | Königssee  | Kunsteisbahn Königssee                  |                      |
| 3  | 4. Dezember – 10. Dezember 1994  | Deutschland | Winterberg | Veltins-Eisarena                        |                      |
| 4  | 11. Dezember – 18. Dezember 1995 | Deutschland | Altenberg  | Rennschlitten- und Bobbahn Altenberg    | gleichzeitig EM 1995 |
| 5  | 25. Januar – 1. Februar 1995     | Schweiz     | St. Moritz | Olympia Bob Run St. Moritz–Celerina     |                      |
| WM | 5. Februar – 19. Februar 1995    | Deutschland | Winterberg | Veltins-Eisarena                        |                      |

### Weltcupergebnisse
| 1. Weltcup in Calgary, 10. November 1994 – 21. November 1994 | 1. Weltcup in Calgary, 10. November 1994 – 21. November 1994             | 1. Weltcup in Calgary, 10. November 1994 – 21. November 1994 | 1. Weltcup in Calgary, 10. November 1994 – 21. November 1994           | 1. Weltcup in Calgary, 10. November 1994 – 21. November 1994 |
| ------------------------------------------------------------ | ------------------------------------------------------------------------ | ------------------------------------------------------------ | ---------------------------------------------------------------------- | ------------------------------------------------------------ |
| Disziplin                                                    | Erster Platz                                                             | Zweiter Platz                                                | Dritter Platz                                                          |                                                              |
| Zweierbob                                                    | Pierre Lueders Jack Pyc                                                  | Günther Huber Antonio Tartaglia                              | Christoph Langen Kai-Uwe Kohlert                                       |                                                              |
| Viererbob                                                    | DeutschlandDirk Wiese Christoph Bartsch Michael Liekmeier Wolfgang Haupt | KanadaPierre Lueders Ben Hindle Jack Pyc Todd Crawford       | Vereinigtes KönigreichMark Tout Dean Ward Courtney Rumbolt Lennox Paul |                                                              |

| 2. Weltcup in Königssee, 28. November 1994 – 3. Dezember 1994 | 2. Weltcup in Königssee, 28. November 1994 – 3. Dezember 1994      | 2. Weltcup in Königssee, 28. November 1994 – 3. Dezember 1994         | 2. Weltcup in Königssee, 28. November 1994 – 3. Dezember 1994      | 2. Weltcup in Königssee, 28. November 1994 – 3. Dezember 1994 |
| ------------------------------------------------------------- | ------------------------------------------------------------------ | --------------------------------------------------------------------- | ------------------------------------------------------------------ | ------------------------------------------------------------- |
| Disziplin                                                     | Erster Platz                                                       | Zweiter Platz                                                         | Dritter Platz                                                      |                                                               |
| Zweierbob                                                     | Christoph Langen Peer Joechel                                      | Günther Huber Antonio Tartaglia                                       | Brian Shimer Jeff Woodard                                          |                                                               |
| Viererbob                                                     | DeutschlandHarald Czudaj Alexander Szelig Torsten Voss Udo Lehmann | DeutschlandMatthias Benesch Thomas Lebsa Oliver Felsen Oliver Baumann | DeutschlandStephan Bosch Falk Ritschel Ingo Seibert Frank Schnabel |                                                               |

| 3. Weltcup in Winterberg, 4. Dezember 1994 – 10. Dezember 1994 | 3. Weltcup in Winterberg, 4. Dezember 1994 – 10. Dezember 1994        | 3. Weltcup in Winterberg, 4. Dezember 1994 – 10. Dezember 1994           | 3. Weltcup in Winterberg, 4. Dezember 1994 – 10. Dezember 1994 | 3. Weltcup in Winterberg, 4. Dezember 1994 – 10. Dezember 1994 |
| -------------------------------------------------------------- | --------------------------------------------------------------------- | ------------------------------------------------------------------------ | -------------------------------------------------------------- | -------------------------------------------------------------- |
| Disziplin                                                      | Erster Platz                                                          | Zweiter Platz                                                            | Dritter Platz                                                  |                                                                |
| Zweierbob                                                      | Sandis Prusis Adris Pluksna                                           | Pierre Lueders Jack Pyc                                                  | Reto Götschi Guido Acklin                                      |                                                                |
| Viererbob                                                      | DeutschlandWolfgang Hoppe René Hannemann Ulf Hielscher Carsten Embach | DeutschlandDirk Wiese Christoph Bartsch Michael Liekmeier Wolfgang Haupt | KanadaChris Lori Chris Farstad Matt Hindle Sheridon Baptiste   |                                                                |

| 4. Weltcup und Europameisterschaften in Altenberg, 11. Dezember 1994 – 18. Dezember 1994 | 4. Weltcup und Europameisterschaften in Altenberg, 11. Dezember 1994 – 18. Dezember 1994 | 4. Weltcup und Europameisterschaften in Altenberg, 11. Dezember 1994 – 18. Dezember 1994 | 4. Weltcup und Europameisterschaften in Altenberg, 11. Dezember 1994 – 18. Dezember 1994 | 4. Weltcup und Europameisterschaften in Altenberg, 11. Dezember 1994 – 18. Dezember 1994 |
| ---------------------------------------------------------------------------------------- | ---------------------------------------------------------------------------------------- | ---------------------------------------------------------------------------------------- | ---------------------------------------------------------------------------------------- | ---------------------------------------------------------------------------------------- |
| Disziplin                                                                                | Erster Platz                                                                             | Zweiter Platz                                                                            | Dritter Platz                                                                            |                                                                                          |
| Zweierbob                                                                                | Pierre Lueders Jack Pyc                                                                  | Christoph Langen Kai-Uwe Kohlert                                                         | René Spies Sven Peter                                                                    |                                                                                          |
| Viererbob                                                                                | DeutschlandWolfgang Hoppe Ulf Hielscher René Hannemann Carsten Embach                    | Vereinigtes KönigreichMark Tout Dean Ward Courtney Rumbolt Lennox Paul                   | Vereinigte StaatenBrian Shimer Randy Jones Jeffrey Woodard Garrett Hines                 |                                                                                          |

| 5. Weltcup in St. Moritz, 25. Januar 1995 – 1. Februar 1995 | 5. Weltcup in St. Moritz, 25. Januar 1995 – 1. Februar 1995              | 5. Weltcup in St. Moritz, 25. Januar 1995 – 1. Februar 1995 | 5. Weltcup in St. Moritz, 25. Januar 1995 – 1. Februar 1995 | 5. Weltcup in St. Moritz, 25. Januar 1995 – 1. Februar 1995 |
| ----------------------------------------------------------- | ------------------------------------------------------------------------ | ----------------------------------------------------------- | ----------------------------------------------------------- | ----------------------------------------------------------- |
| Disziplin                                                   | Erster Platz                                                             | Zweiter Platz                                               | Dritter Platz                                               |                                                             |
| Zweierbob                                                   | Reto Götschi Guido Acklin                                                | Dirk Wiese Christoph Bartsch                                | Chris Lori Sheridon Baptiste                                |                                                             |
| Viererbob                                                   | DeutschlandDirk Wiese Christoph Bartsch Michael Liekmeier Wolfgang Haupt | SchweizReto Götschi Guido Acklin Christian Reich Beat Seitz | KanadaPierre Lueders Ben Hindle Jack Pyc Pascal Caron       |                                                             |

| Weltmeisterschaft in Winterberg, 5. Februar 1995 – 19. Februar 1995 | Weltmeisterschaft in Winterberg, 5. Februar 1995 – 19. Februar 1995   | Weltmeisterschaft in Winterberg, 5. Februar 1995 – 19. Februar 1995       | Weltmeisterschaft in Winterberg, 5. Februar 1995 – 19. Februar 1995 | Weltmeisterschaft in Winterberg, 5. Februar 1995 – 19. Februar 1995 |
| ------------------------------------------------------------------- | --------------------------------------------------------------------- | ------------------------------------------------------------------------- | ------------------------------------------------------------------- | ------------------------------------------------------------------- |
| Disziplin                                                           | Erster Platz                                                          | Zweiter Platz                                                             | Dritter Platz                                                       |                                                                     |
| Zweierbob                                                           | Christoph Langen Olaf Hampel                                          | Pierre Lueders Jacek Pyc                                                  | Éric Alard Éric Le Chanony                                          |                                                                     |
| Viererbob                                                           | DeutschlandWolfgang Hoppe René Hannemann Ulf Hielscher Carsten Embach | ÖsterreichHubert Schösser Gerhard Redl Thomas Schroll Martin Schützenauer | DeutschlandHarald Czudaj Torsten Voss Udo Lehmann Alexander Szelig  |                                                                     |

## Weltcupstände

### Gesamtstand im Zweierbob der Männer
| Rang | Bobpilot         | Land               | Punkte |
| ---- | ---------------- | ------------------ | ------ |
| 1.   | Pierre Lueders   | Kanada             | 127    |
| 2.   | Reto Götschi     | Schweiz            | 126    |
| 3.   | Günther Huber    | Italien            | 122    |
| 4.   | Chris Lori       | Kanada             | 114    |
| 5.   | Brian Shimer     | Vereinigte Staaten | 103    |
| 6.   | Christoph Langen | Deutschland        | 102    |

### Gesamtstand im Viererbob der Männer
| Rang | Bobpilot         | Land                   | Punkte |
| ---- | ---------------- | ---------------------- | ------ |
| 1.   | Pierre Lueders   | Kanada                 | 116    |
| 2.   | Mark Tout        | Vereinigtes Königreich | 111    |
| 3.   | Dirk Wiese       | Deutschland            | 103    |
| 4.   | Reto Götschi     | Schweiz                | 102    |
| 4.   | Hubert Schösser  | Österreich             | 102    |
| 6.   | Brian Shimer     | Vereinigte Staaten     | 101    |
| 7.   | Kurt Einberger   | Österreich             | 85     |
| 8.   | Günther Huber    | Italien                | 84     |
| 9.   | Martin Wildhaber | Schweiz                | 74     |
| 10.  | Eric Alard       | Frankreich             | 72     |

### Gesamtstand in der Kombination der Männer
| Rang | Bobpilot         | Land                   | Punkte |
| ---- | ---------------- | ---------------------- | ------ |
| 1.   | Pierre Lueders   | Kanada                 | 243    |
| 2.   | Reto Götschi     | Schweiz                | 228    |
| 3.   | Günther Huber    | Italien                | 206    |
| 4.   | Brian Shimer     | Vereinigte Staaten     | 204    |
| 5.   | Mark Tout        | Vereinigtes Königreich | 196    |
| 6.   | Chris Lori       | Kanada                 | 192    |
| 7.   | Dirk Wiese       | Deutschland            | 184    |
| 8.   | Hubert Schösser  | Österreich             | 176    |
| 9.   | Martin Wildhaber | Schweiz                | 154    |
| 10.  | Sandis Prūsis    | Lettland               | 153    |